# نوردیکا (شرکت هواپیمایی)
نوردیکا (به انگلیسی: Nordica) یک شرکت هواپیمایی در کشور استونی است که در تاریخ ۲۵ سپتامبر ۲۰۱۵ میلادی تأسیس شده و در تاریخ ۳۰ مارس ۲۰۱۶ فعالیتش را آغاز کرده است. قطب این شرکت هواپیمایی در فرودگاه تالین قرار دارد و به ۱۵ مقصد پرواز مستقیم انجام می‌دهد.

## مقصدهای پروازی
|  | فصلی زمستان   |
|  | متوقف‌شده      |
|  | فصلی تابستان  |
|  | مسیرهای آینده |

| شهر       | کشور    | یاتا | ایکائو | فرودگاه                    | آغاز           | پایان          |
| --------- | ------- | ---- | ------ | -------------------------- | -------------- | -------------- |
| آمستردام  | هلند    | AMS  | EHAM   | فرودگاه اسخیپول آمستردام   | ۸ نوامبر ۲۰۱۵  | تاکنون         |
| برلین     | آلمان   | TXL  | EDDT   | فرودگاه برلین تگل          | ۲۹ مارس        | تاکنون         |
| بروکسل    | بلژیک   | BRU  | EBBR   | فرودگاه بروکسل             | ۸ نوامبر ۲۰۱۵  | تاکنون         |
| کپنهاگ    | دانمارک | CPH  | EKCH   | فرودگاه کپنهاگ             | ۸ نوامبر ۲۰۱۵  | ۲۹ نوامبر ۲۰۱۵ |
| کی‌یف      | اوکراین | KBP  | UUKB   | فرودگاه بین‌المللی بوریسپیل | ۸ نوامبر ۲۰۱۵  | تاکنون         |
| مونیخ     | آلمان   | MUC  | EDDM   | فرودگاه مونیخ              | ۱۹ دسامبر ۲۰۱۵ | تاکنون         |
| نیس       | فرانسه  | NCE  | LFMN   | فرودگاه نیس کوت دازور      | ۱۶ آوریل ۲۰۱۶  | -              |
| اودسا     | اوکراین | ODS  | UKOO   | فرودگاه بین‌المللی اودسا    | ۲۸ مه ۲۰۱۶     | -              |
| اسلو      | نروژ    | OSL  | ENGM   | فرودگاه گاردرموئن اسلو     | ۸ نوامبر ۲۰۱۵  | تاکنون         |
| پاریس     | فرانسه  | CDG  | LFPG   | فرودگاه شارل دوگل پاریس    | ۲۷ مارس ۲۰۱۶   | تاکنون         |
| رییکا     | کرواسی  | RJK  | LDRI   | فرودگاه رییکا              | ۴ ژوئن ۲۰۱۶    | -              |
| اسپلیت    | کرواسی  | SPU  | LDSP   | فرودگاه اسپلیت             | ۱۷ آوریل ۲۰۱۶  | -              |
| استکهلم   | سوئد    | ARN  | ESSA   | فرودگاه استکهلم-آرلاندا    | ۸ نوامبر ۲۰۱۵  | تاکنون         |
| تروندهایم | نروژ    | TRD  | ENVA   | فرودگاه ورنس تروندهایم     | ۸ نوامبر ۲۰۱۵  | تاکنون         |
| وین       | اتریش   | VIE  | LOWW   | فرودگاه بین‌المللی وین      | ۲۷ مارس ۲۰۱۶   | تاکنون         |
| ویلنیوس   | لیتوانی | VNO  | EYVI   | فرودگاه بین‌المللی ویلنیوس  | ۸ نوامبر ۲۰۱۵  | تاکنون         |

## ناوگان هوایی

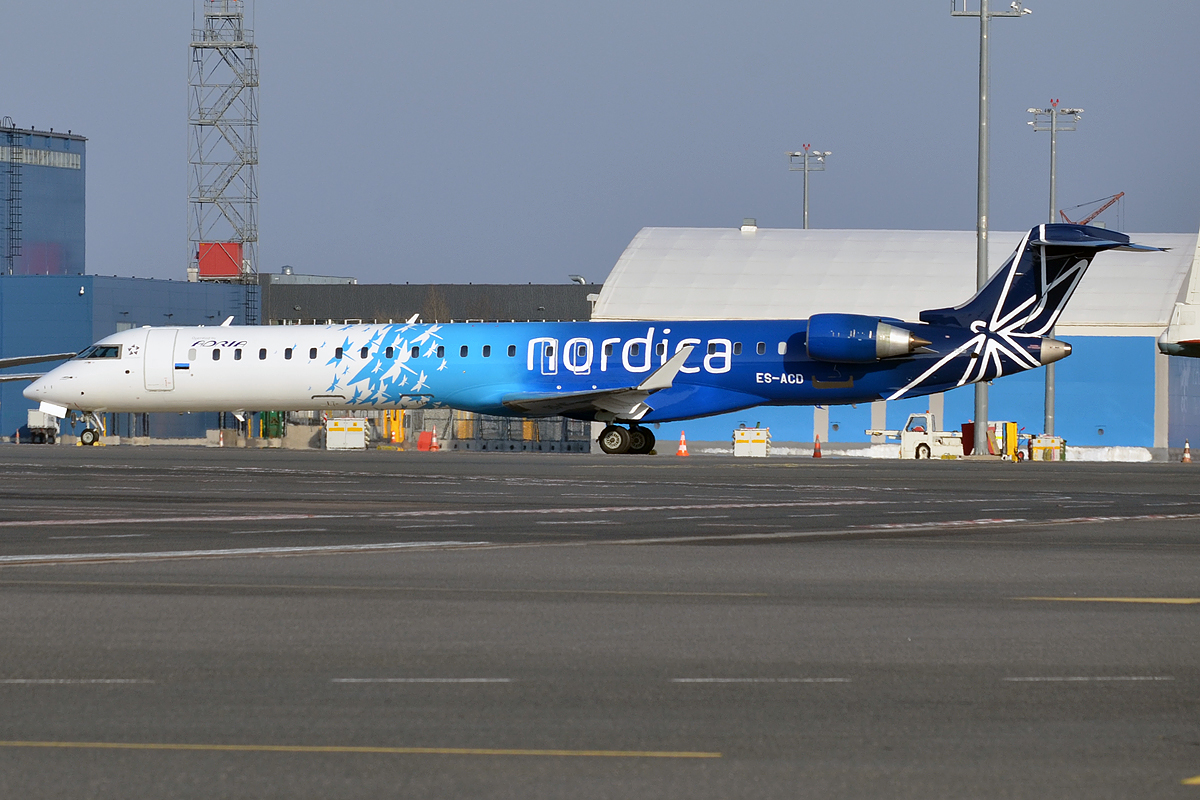
بمباردیه سی‌آرجی ۷۰۰/۹۰۰

ناوگان نوردیکا تا آوریل ۲۰۱۹ به شرح زیر است:
| هواپیما             | فعال | سفارش‌داده‌شده | عداد مسافر | عداد مسافر | عداد مسافر | توضیحات                                                                 |  |
| هواپیما             | فعال | سفارش‌داده‌شده | P          | Y          | مجموع      | توضیحات                                                                 |  |
| ------------------- | ---- | ------------ | ---------- | ---------- | ---------- | ----------------------------------------------------------------------- |  |
| ای‌تی‌آر ۷۲           | ۷    | —            | —          | ۷۰         | ۷۰         | ۴ فعالیت برای هواپیمایی اسکاندیناوی                                     |  |
| بمباردیه سی‌آرجی ۷۰۰ | ۲    | —            | ۴          | ۶۶         | ۷۰         | فعالیت برای لوت پولیش ایرلاینز                                          |  |
| بمباردیه سی‌آرجی ۹۰۰ | ۱۰   |              | ۲          | ۸۶         | ۸۸         | 6 operated for LOT Polish Airlines 1 operated for Scandinavian Airlines |  |
| بمباردیه سی‌آرجی ۹۰۰ | ۱۰   | ۲            | ۸۸         | ۹۰         |            | 6 operated for LOT Polish Airlines 1 operated for Scandinavian Airlines |  |
| مجموع               | ۱۹   |              |            |            |            |                                                                         |  |